# Mohammad Ali Tashiri
Mohammad Ali Tashiri (en Persa محمدعلی تسخیری; Náyaf, 19 de octubre de 1944-Teherán, 18 de agosto de 2020) fue un clérigo y diplomático iraní. Durante la década de 1980, se desempeñó como representante iraní ante la Organización para la Cooperación Islámica y participó en la promoción de los intereses iraníes durante el apogeo de la Guerra entre Irán e Irak.

## Biografía
Tashiri estudió en las universidades teológicas chiitas de Najaf y Qom. Es autor de numerosos libros y artículos sobre temas islámicos como:  B. Ideología islámica, Fiqh (ley), economía islámica e historia islámica. 
Fue nombrado secretario general de Irán en 1990 por Ali Khamenei, el erudito legal supremo de Irán, fundó la Asociación Mundial para el Acercamiento de las Escuelas de Pensamiento Islámicas  y de 1999 a 2007 asesor del Líder Supremo de Irán para Asuntos Musulmanes.

## Acciones diplomáticas
En 2006, Mohammad Ali Tashiri fue uno de los firmantes de una carta abierta de eruditos islámicos al Papa Benedicto XVI, después de su discurso de Ratisbona. 
En 2019 formó parte de una delegación iraní de estudiosos religiosos que, junto con representantes de la Santa Sede, se pronunciaron contra todas las formas de discriminación y a favor de la libertad de religión y conciencia en el trato a las personas.  
Fue uno de los 138 signatarios de la carta abierta Una palabra en común entre usted y nosotros, de las personalidades del Islam el 13 de octubre de 2007 a "líderes de iglesias cristianas en todas partes"  

## Vida personal
Fue considerado uno de los iraníes más ricos. Falleció el 18 de agosto de 2020 a los 75 años a causa de un ataque al corazón en el hospital Khatam al-Anbia en Teherán.